# Robert Drinan
Robert Drinan (Boston, 5 november 1920 - Washington D.C., 28 januari 2007) was een Amerikaans hoogleraar rechtsgeleerdheid, predikant, politicus en mensenrechtenactivist. Hij was gedurende 64 jaar jezuïet en gedurende 53 jaar priester. Van 1971 tot 1981 was hij lid van het Amerikaanse Huis van Afgevaardigden. Hij stond bekend om zijn inzet voor mensenrechten en sociale rechtvaardigheid.

## Levensloop

### Studie
Drinan groeide op in Hyde Park in New York en studeerde aan het Boston College waar hij in 1942 zijn mastergraad behaalde. Daarna sloot hij zich op 29 juni 1942 aan bij de Sociëteit van Jezus (Jezuïeten) van de St. Stanislaus Novitiate in Shadowbrook, Massachusetts. Op 30 juni 1944 werd hij ingewijd.
Hierna studeerde hij van 1945 tot 1947 filosofie aan het Weston College in Massachusetts. Hierna vervolgde hij zijn studie aan de universiteit van Georgetown en slaagde hier in 1949 voor een bachelor en in 1951 voor een mastergraad in rechtsgeleerdheid. Vanaf 1950 studeerde hij theologie aan het Weston College en slaagde hier voor een licentiaat in gewijde theologie op 20 juni 1953. In 1954 ontving hij zijn doctoraat in theologie aan de Pauselijke Universiteit Gregoriana in Rome in Italië.
Van 1954 tot 1955 voltooide hij zijn tertiaat in Florence, ofwel zijn derde proeftijd die gangbaar is binnen de Jezuïetenorde om als priester ingewijd te kunnen worden. Hiervoor slaagde hij op 15 augustus 1958 aan het Boston College.

### Loopbaan
Drinan begon zijn priesterschap in 1955 aan de Boston College School of Law, waar hij diende als assistent-deken, hoogleraar rechten en deken. In deze periode doceerde hij ook rechten aan andere opleidingsinstituten, waaronder aan de Law School van de universiteit van Texas. Ook werd hij door verschillende commissies van de staat Massachusetts gevraagd te adviseren over juridische zaken. Verder bekleedde hij van 1956 tot 1970 een leidinggevende functie aan het Boston College.
Zijn deelname aan de politiek volgde op zijn reis naar Vietnam, waar hij had ontdekt dat het aantal politieke gevangenen dat in Zuid-Vietnam werd vastgehouden sterk groeide, in tegenstelling tot de meldingen in rapporten van het Amerikaanse Ministerie van Buitenlandse Zaken. Een jaar later publiceerde hij hierover een boek waarin hij de Rooms-Katholieke Kerk opriep de oorlog te veroordelen als "moreel verwerpelijk".
Zijn oppositie tegen de Vietnamoorlog werd zijn platform tijdens de verkiezingen voor het Huis van Afgevaardigden in 1970. Dit leverde hem als een van de Democratische afgevaardigden van de staat Massachusetts winst op, zodat hij op 3 januari 1971 zitting kon nemen in dit gremium.
Tijdens zijn zitting stemde hij tegen een wetsontwerp dat tot doel had de pensioenleeftijd vast te leggen. Daarnaast wekte hij verbazing over zijn liberale ideeën over abortus en anticonceptie.
Hij was de eerste vertegenwoordiger in het Amerikaanse Congres die opriep tot een afzettingsprocedure van president Richard Nixon, hoewel dit geen betrekking had op het Watergateschandaal maar op, wat hij noemde, de niet verklaarde oorlog tegen Cambodja. Jaren later verklaarde hij op uitnodiging van de juridische commissie van het Congres dat hij tegenstander was van de afzetting van president Bill Clinton, omdat diens daden volgens hem minder ernstig waren dan die van Nixon en het bij een afzetting zou moeten gaan om een officiële en niet om een privézaak.
Hij trad in 1981 terug - met spijt en pijn - na een wereldwijde richtlijn van paus Johannes Paulus II die katholieke priesters verbood zitting te hebben in een publiek ambt.
Hij bleef zich niettemin wel actief inzetten voor politieke zaken, waaronder als voorzitter van de Americans for Democratic Action. In dit kader gaf hij in het hele land redevoeringen over burgerrechten, honger, wapenbeperking in eigen land, de gevaren van de wapenwedloop wereldwijd en de gevolgen van de strijd tegen terrorisme voor de rechten van de mens. Verder was hij een verklaard tegenstander van de politiek van Ronald Reagan en George H.W. Bush.
Sinds 1981 werkte hij als hoogleraar voor de universiteit van Georgetown in Washington D.C. op het gebied van mensenrechten, de grondwet, burgerrechten, wetgeving, ethiek en professionele verantwoordelijkheid. Daarnaast zat hij in het bestuur van een aantal belangrijke belangenorganisaties en commissies.
Op een leeftijd van 86 jaar overleed hij in de jezuïtische gemeenschap van de universiteit van Georgetown.

## Erkenning
Drinan werd meermaals onderscheiden, waaronder in 2003 met een Four Freedoms Award in de categorie godsdienstvrijheid. In 2004 ontving hij de hoogste onderscheiding van de American Bar Association.
- Bibsys: 7035502
- CiNii: DA03505091
- Gemeinsame Normdatei: 1030556687
- International Standard Name Identifier: 0000 0000 8420 3497
- Library of Congress Control Number: n50029599
- Nationale Bibliotheek van Letland: 000124789
- Nationale Bibliotheek van Tsjechië: xx0265996
- Nationale bibliotheek van Australië: 35045657
- Nationale Bibliotheek van Israël: 987007279621105171
- Nationale en Universitaire bibliotheek Zagreb: 000292317
- Nederlandse Thesaurus van Auteursnamen: 069866473
- Réseau des bibliothèques de Suisse occidentale: 02-A003191305
- SNAC: w6gb6bnj
- Système universitaire de documentation: 085724017
- Trove: 810844
- Biographical Directory of the United States Congress: D000499
- Virtual International Authority File: 6177418
- WorldCat: E39PBJghjWdkdGqmMJ6KrxHBfq